# Acke Hydén

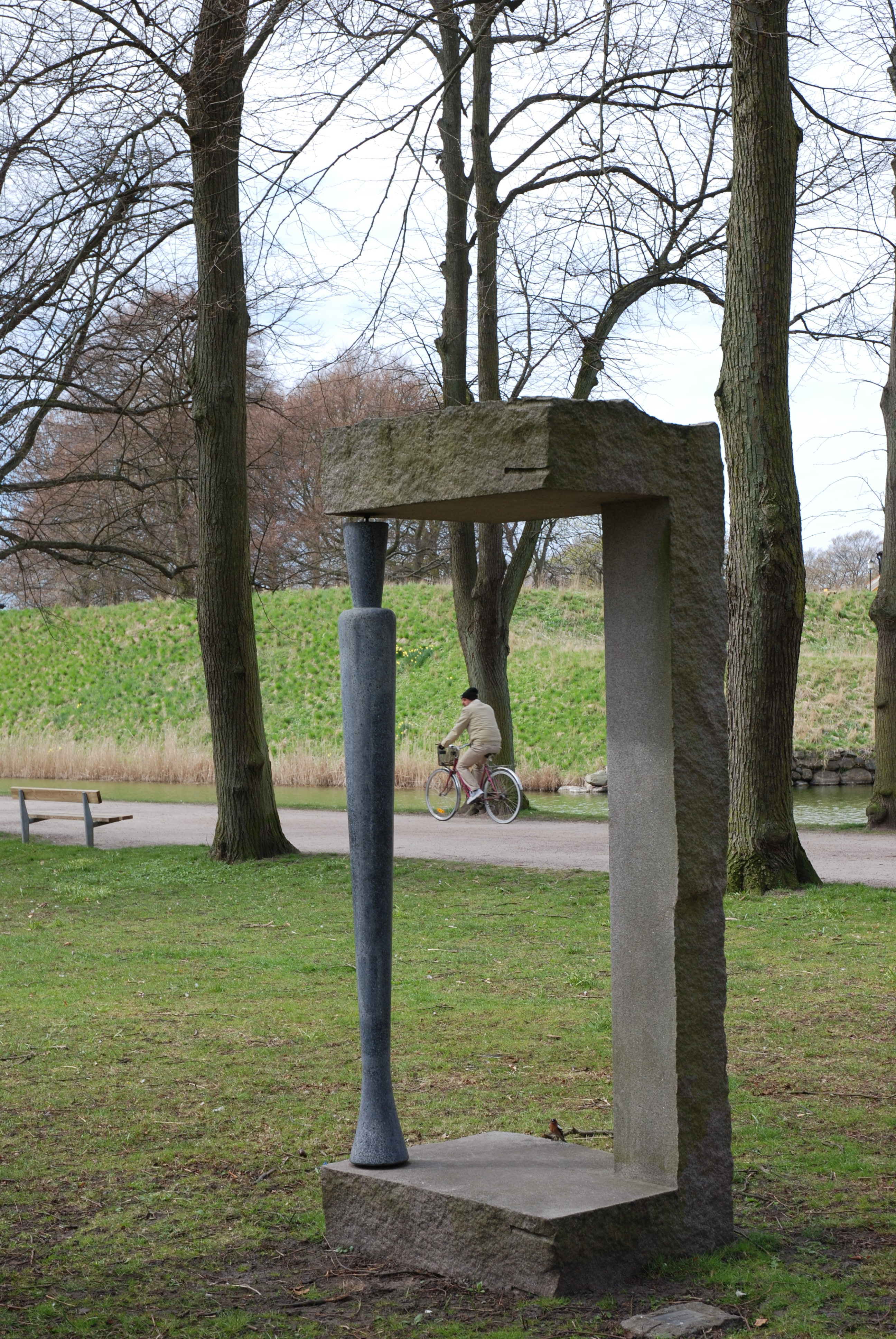
Oxymoron, av Acke Hydén, utanför Landskrona Konsthall.

Inga Monica "Acke" Hydén, född 13 september 1943 i Jönköping, är en svensk skulptör.
Acke Hydén utbildade sig på Konstskolan Forum i Malmö. Hon har varit projektledare för den konstnärliga utsmyckningen av Citytunneln i Malmö. Hon bor och arbetar i Borrby.

## Offentliga verk i urval
- Oxymoron, granit och betong, Kaptensgårdens skulpturpark i Landskrona